# White Earth (Minnesota)
White Earth es un lugar designado por el censo ubicado en el condado de Becker en el estado estadounidense de Minnesota. En el Censo de 2010 tenía una población de 580 habitantes y una densidad poblacional de 56,88 personas por km².

## Geografía
White Earth se encuentra ubicado en las coordenadas 47°5′59″N 95°50′55″O / 47.09972, -95.84861. Según la Oficina del Censo de los Estados Unidos, White Earth tiene una superficie total de 10.2 km², de la cual 8.84 km² corresponden a tierra firme y (13.28%) 1.35 km² es agua.

## Demografía
Según el censo de 2010, había 580 personas residiendo en White Earth. La densidad de población era de 56,88 hab./km². De los 580 habitantes, White Earth estaba compuesto por el 5% blancos, el 0% eran afroamericanos, el 89.14% eran amerindios, el 0.17% eran asiáticos, el 0% eran isleños del Pacífico, el 0.17% eran de otras razas y el 5.52% pertenecían a dos o más razas. Del total de la población el 3.79% eran hispanos o latinos de cualquier raza.